# 革命前夕的摩托車日記
《革命前夕的摩托車日記》（西班牙語：Diarios de motocicleta）是一部上映于2004年的西班牙語電影，由巴西導演華特·沙勒斯執導，根据切·格瓦拉的同名日记改编。

## 劇情簡介
讲述后来成为拉丁美洲著名共产主义革命家的切·格瓦拉於1952年青年时，與好友阿爾貝托·格拉納多游历南美洲各國，见识拉美各国社会的黑暗和各种民间疾苦后，萌发革命思想的故事。

## 外部連結
- AllMovie上《革命前夕的摩托車日記》的资料（英文）
- 爛番茄上《革命前夕的摩托車日記》的資料（英文）
- Box Office Mojo上《革命前夕的摩托車日記》的資料（英文）
- TCM电影资料库上《革命前夕的摩托車日記》的资料（英文）
- Metacritic上《革命前夕的摩托車日記》的資料（英文）
- 互联网电影数据库（IMDb）上《革命前夕的摩托車日記》的资料（英文）
- 開眼電影網上的資料（繁體中文）
- 豆瓣电影上《革命前夕的摩托車日記》的資料 （简体中文）
- 时光网上的資料（简体中文）